# Percy (película de 2020)
Percy es una película dramática biográfica estadounidense de 2020 dirigida por Clark Johnson y escrita por Garfield Lindsay Miller y Hilary Pryor. El filme está protagonizado por Christopher Walken como Percy Schmeiser, un pequeño agricultor septuagenario de Saskatchewan que se enfrenta a la corporación Monsanto después de que sus organismos genéticamente modificados afectan sus cosechas. Además cuenta con las actuaciones de Christina Ricci, Zach Braff, Luke Kirby, Adam Beach, Martin Donovan, Roberta Maxwell y Peter Stebbings.
La cinta se estrenó en el Festival de Cine de Quebec 2020 y fue distribuida en los cines canadienses a través de Mongrel Media el 9 de octubre del mismo año.

## Reparto
- Christopher Walken - Percy Schmeiser
- Christina Ricci - Rebecca Salcau
- Zach Braff - Jackson Weaver
- Luke Kirby - Peter Schmeiser
- Adam Beach - Alton Kelly
- Martin Donovan - Rick Aarons
- Roberta Maxwell - Louise Schmeiser
- Peter Stebbings

## Producción
En septiembre de 2018, se anunció que Christopher Walken, Christina Ricci, Luke Kirby, Adam Beach, Martin Donovan, Roberta Maxwell, Peter Stebbings y Zach Braff se habían unido al reparto del filme, escrito por Garfield Lindsay Miller y Hilary Pryor, que tenía a Clark Johnson como director. El rodaje comenzó en Winnipeg el mismo mes.